# Cunnawarra National Park
Cunnawarra National Park är en park i Australien. Den ligger i delstaten New South Wales, i den sydöstra delen av landet, omkring 380 kilometer norr om delstatshuvudstaden Sydney.
Runt Cunnawarra National Park är det mycket glesbefolkat, med 5 invånare per kvadratkilometer.. Närmaste större samhälle är Lower Creek, omkring 17 kilometer söder om Cunnawarra National Park. 
I omgivningarna runt Cunnawarra National Park växer i huvudsak städsegrön lövskog. Genomsnittlig årsnederbörd är 1 534 millimeter. Den regnigaste månaden är januari, med i genomsnitt 315 mm nederbörd, och den torraste är oktober, med 7 mm nederbörd.